# Um Reifenbreite
Um Reifenbreite ist ein Brettspiel für 2 bis 4 Spieler des niederländischen Autors Rob Bontenbal, das 1991/92 bei Jumbo, einer Marke des niederländischen Spieleverlages Hausemann & Hotte, erschien und den Preis Spiel des Jahres 1992 gewann. Das Spiel wurde 2002 zum zehnten Jubiläum von Jumbo neu aufgelegt. Die Spieler schlüpfen hier in die Rolle des Teammanagers eines Radrennteams, das durch gezielten Einsatz von Ressourcen und mit etwas Glück um das Gelbe Trikot kämpft.
In einigen Ländern wurde es als Demarrage! (Frankreich, Vereinigtes Königreich) oder Demarraje (Spanien) vertrieben; in Italien wurde es als Campionato Italiano verkauft.
Das Spiel ist nahezu identisch mit dem 1979 bei Homas Spelen in den Niederlanden erschienenen Spiel Homas Tour des gleichen Autors. Der Spielplan ist im Aufbau identisch, die Regeln sind ähnlich.

## Inhalt
- 1 Spielplan

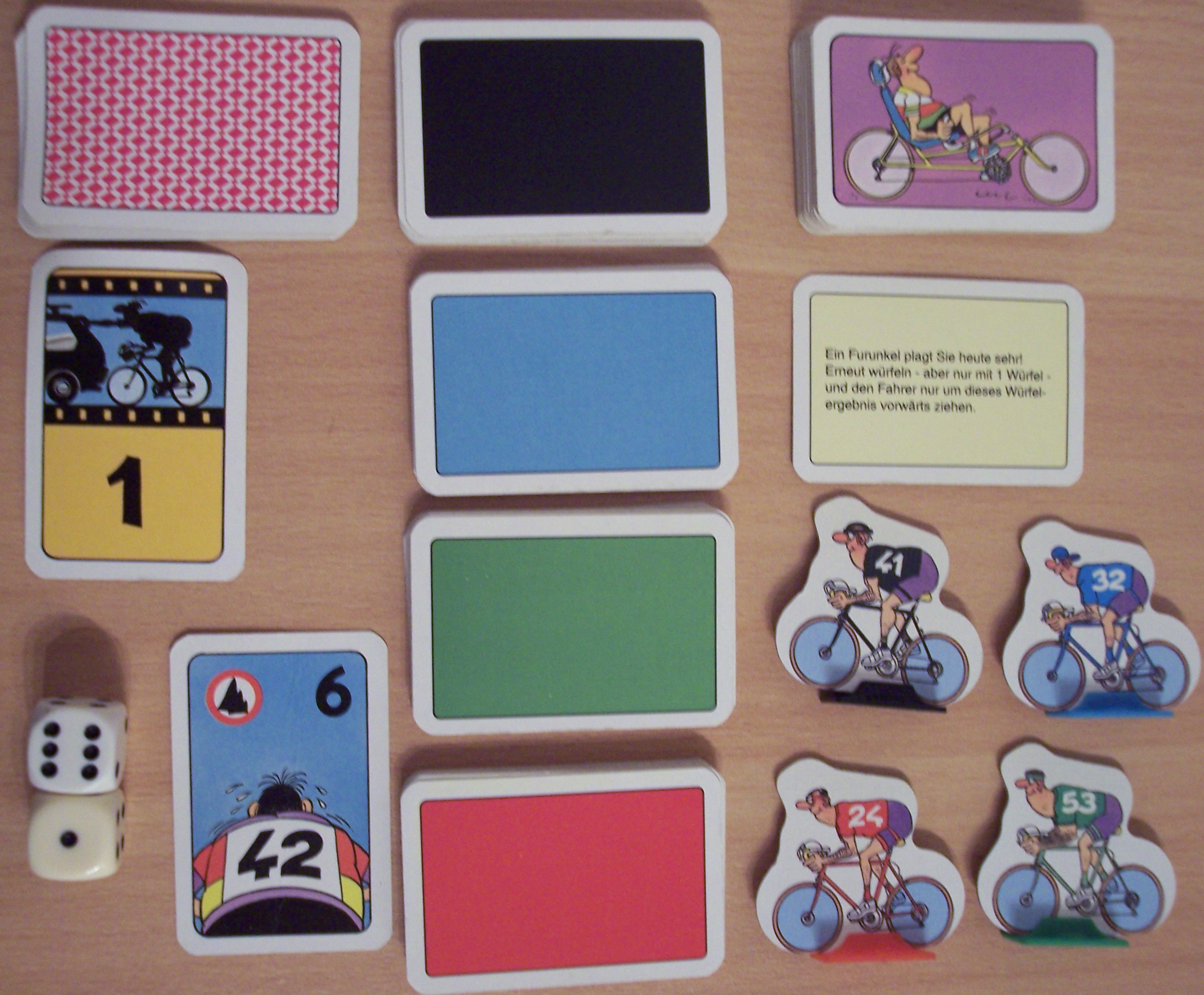
Die Spielmaterialien

- 20 Fahrer (4 Teams à 4 Fahrer und zusätzlich pro Team ein Fahrer im gelben Trikot)
- 56 Energiekarten (14 pro Team, 4 für Fahrer 1, je 2 für Fahrer 2 – 4, 4 Joker)
- 22 Chancenkarten
- 6 Fotokarten
- 2 Würfel
- 1 Wertungsblock
- Spielanleitung (16 DIN A-4 Seiten)

## Spielweise
Das Spiel lässt sich in drei Varianten spielen. In der einfachsten wird eine Strecke auf dem Spielplan ausgewählt und dabei der Straßenbelag unberücksichtigt gelassen, in einer erweiterten Version hat der Straßenbelag (Kopfsteinpflaster oder Bergstrecken mit Anstieg und Abfahrt) wie bei einem richtigen Radrennen Einfluss auf den Rennverlauf. Für geübte Spieler lassen sich in der Profiversion mehrere Strecken zu einem Etappenrennen verbinden, bei dem dann Sprintwertungen und der Kampf um das Gelbe Trikot hinzukommen.
Generell beginnt ein Rennen damit, dass die Spieler als Teamleiter ihre Fahrer nacheinander auf den Startfeldern platzieren, wobei aus jedem Team in jeder der 4 Startspuren ein Fahrer stehen muss. Das Rennen bzw. in jeder Runde beginnt der Fahrer, der am weitesten vorn und in Fahrtrichtung rechts steht. Der Spieler würfelt mit beiden Würfeln und zieht den Fahrer um die Augenzahl beider Würfel vor. Nun dürfen alle Fahrer, die zuvor hinter ihm standen im Windschatten folgen, wenn sie anschließend wieder direkt hinter dem Vordermann landen und dabei nicht mehr Felder zurücklegen als dieser. Dies macht man natürlich nur, wenn der Vordermann eine große Wegstrecke zurückgelegt hat, ansonsten vertraut man aufs eigene Würfelglück. Anschließend werden die anderen Fahrer bewegt. 

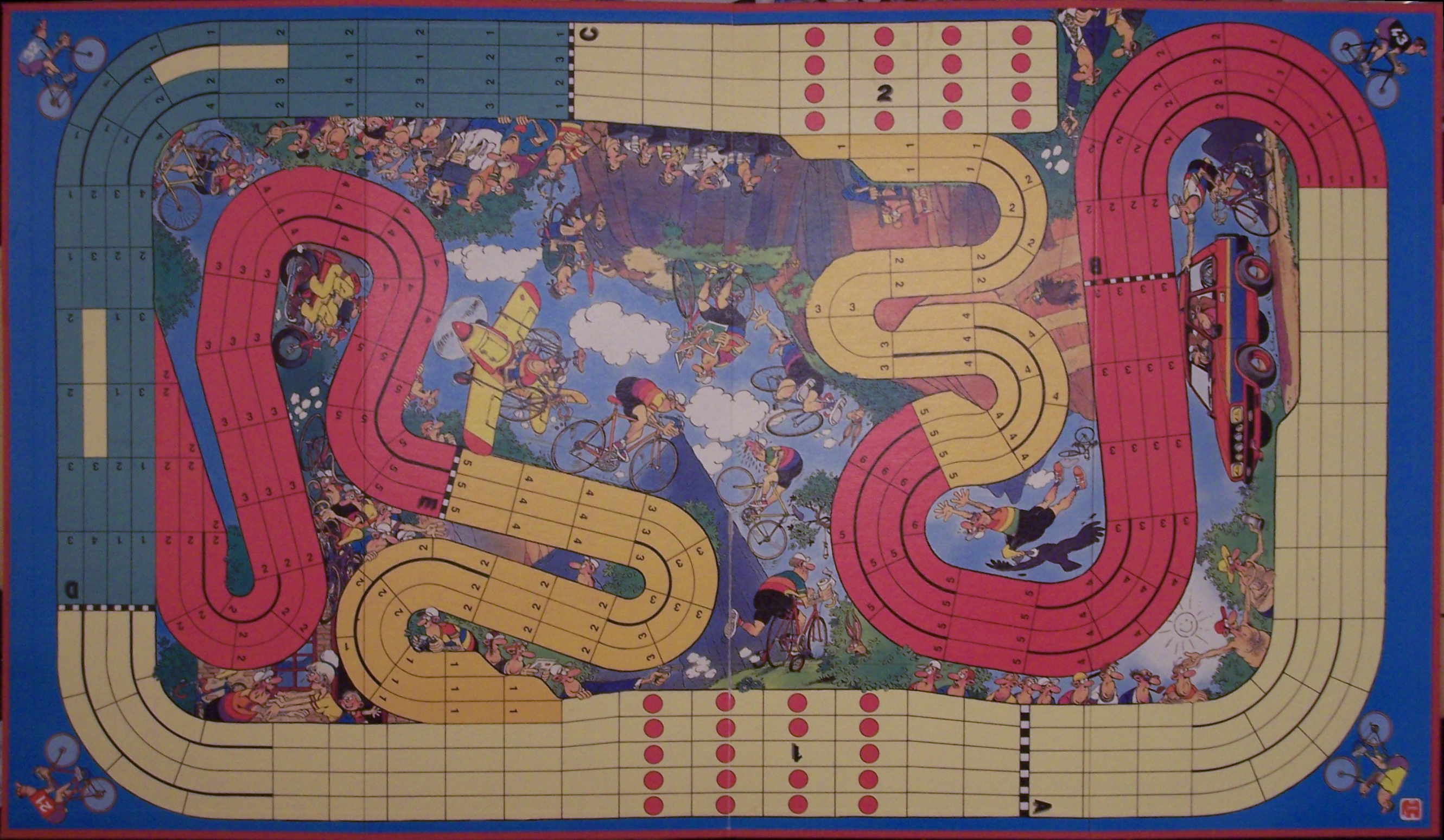
Das Spielbrett der Version von 1992

In den nächsten Runden kann einer oder beide Würfel durch Energiekarten ersetzt werden, mit denen 5 oder 6 Felder gezogen werden dürfen. Einige Karten dürfen aber nicht bei allen Straßenarten eingesetzt werden. Benutzte Karten kommen aus dem Spiel, so dass man mit diesen sorgsam umgehen muss. 
Würfelt ein Spieler eine 7, muss er eine Chancenkarte nehmen. Hierdurch kann es zu Stürzen kommen, von denen auch nachfolgende und benachbarte Fahrer betroffen sein können, aber manchmal erhält man auch Energiekarten zurück. 
Für Fahrer, die ins Ziel kommen, werden mit Hilfe des Wertungsblattes Punkte ermittelt, die für die Mannschaften summiert werden. Sieger ist das Team mit den meisten Punkten. Werden mehrere Etappen gefahren, wofür es im Regelheft vier Vorschläge gibt, wird analog jede Etappe für sich gewertet. Die Ergebnisse des besten Fahrers werden aber mit der Anzahl der Etappen multipliziert und zum Teamergebnis addiert. Hierdurch wird dem bei großen Etappenrennen wie der Tour de France üblichen Verhalten Rechnung getragen, dass jede Mannschaft versucht ihren Kapitän zu unterstützen.

## Besonderheit
2002 erschien zum zehnjährigen Bestehen eine Neuausgabe in einer kompakteren Verpackung, bei der der Spielplan nicht mehr drei Knickstellen hatte, sondern in sechs Segmente unterteilt war. Die Spielanleitung wurde mittels eines kleineren Zeichensatzes 12 Seiten reduziert. Zudem wurden bei einer Kurve auf der 2. Außenbahn zwei zusätzliche Felder eingefügt.

## Einsatz bei Meisterschaften
Um Reifenbreite wurde bei den regionalen Vorentscheidungen zur Deutschen Mannschaftsmeisterschaft 1994 gespielt.